# Biserica Preasfânta Inimă a lui Isus din Poiana Micului

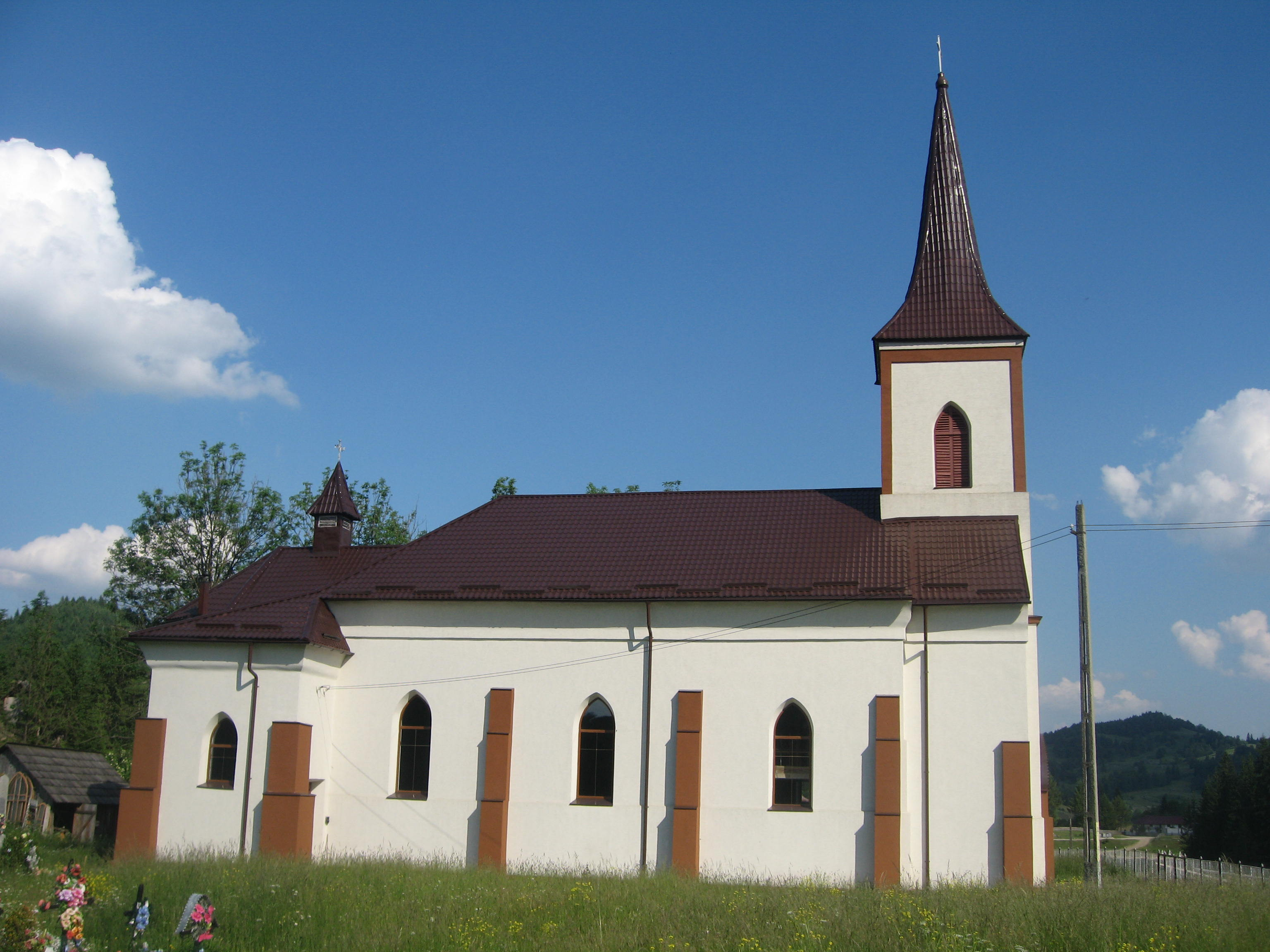
Biserica „Preasfânta Inimă a lui Isus” din Poiana Micului

Biserica „Preasfânta Inimă a lui Isus” din Poiana Micului este o biserică romano-catolică construită în anul 1894 în satul Poiana Micului din comuna Mănăstirea Humorului (județul Suceava). Ea se află în cimitirul din partea de nord a satului.
Biserica a fost incendiată în 1944, apoi reconstruită de către credincioșii polonezi din Poiana Micului în anul 1964.

## Comunitatea poloneză din Poiana Micului
Satul Poiana Micului se află așezat pe valea pârâului Humor, care curge printre obcinile Carpaților Orientali. Localitatea se întinde de-a lungul albiei pârâului, pe o distanță de 10 km. Intrarea în sat se află la o distanță de 8 km nord de satul Mănăstirea Humorului și la 13 km nord de orașul Gura Humorului, unde are loc vărsarea pârâului Humor în râul Moldova.
După anexarea Bucovinei de către Imperiul Habsburgic (1775), autoritățile austriece au adus aici coloniști de origine poloneză, care proveneau din diverse regiuni ale imperiului. La începutul secolului al XIX-lea, primii coloniști polonezi au sosit în Bucovina, stabilindu-se în 1803 la Cernăuți și în împrejurimile acestuia (în principal în satul Crăsnișoara Veche (Stara Huta). Coloniștii polonezi au migrat apoi în zona montană aflată mai la sud, înființând în 1834 satul Solonețu Nou (muntenii din Hliboca), apoi în 1835 satul Pleșa (muntenii din Caliceanca, Stara Huta și Tereblecea).
În jurul anului 1830 (după alte surse, în 1842), aproximativ 40 de familii de munteni polonezi din Stara Huta au întemeiat un sat nou denumit Poiana Micului (în poloneză Pojana Mikuli, în germană Buchenhain). Conform legendei, muntenii fuseseră repartizați de comisia din Cernăuți într-o zonă premontană aflată în mijlocul codrilor. Ei au găsit o mică poiană pe care se afla o stână care aparținea unui cioban român pe nume Micu. Proveniți dintr-o zonă muntoasă, polonezii au defrișat terenurile și-au construit case și s-au ocupat cu exploatarea lemnului, creșterea animalelor și cultivarea pământului. După construirea locuințelor, au ridicat și o capelă pentru rugăciune. Lunar, aici se celebra sfânta Liturghie de preotul care venea de la Cacica. 
Coloniștii erau munteni polonezi (gorali) din regiunea Czadca (aflată la granița Slovaciei cu Polonia), de religie romano-catolică. Aceștia fugiseră în secolul al XVI-lea din Silezia și Małopolska, stabilindu-se în împrejurimile regiunii regiunea Czadca, după cum scria Marian Gotkiewicz, cercetător al istoriei muntenilor. Ei s-au ocupat la început cu tăierea pădurilor, creșterea animalelor și agricultura. 
După șapte ani, în 1837, a sosit în sat un alt val de coloniști, circa 40 de familii de germani veniți din Munții Sudeți. Ei s-au stabilit în partea de sus a pârâului Humor.
În perioada 1891-1896 câteva zeci de familii de munteni din Poiana Micului au emigrat în Bosnia, de unde, în anii 1923-1924, o parte dintre ei au emigrat în Brazilia (în regiunea Rio-Negro).
După Unirea Bucovinei cu România (1918), ponderea polonezilor din Poiana Micului s-a menținut ridicată. În perioada interbelică, satul Poiana-Micului a făcut parte din Plasa Homorului a județul Câmpulung. În anul 1930, populația satul Poiana-Micului era de 1.636 locuitori, dintre care 871 germani (53,23%), 741 polonezi (45,29%), 11 evrei (0,67%), 10 români (0,61%) și 3 ruteni. După religie, locuitorii satului erau grupați astfel: 1.614 romano-catolici (98,66%), 11 ortodocși (0,67%) și 11 mozaici (0,67%).
Etnicii germani au emigrat în noiembrie-decembrie 1940 în zone ocupate de Germania Nazistă. România și Germania au încheiat o convenție prin care statul român se obliga să achite despăgubiri pentru fiecare clădire în parte, inclusiv pentru terenurile și pădurile germanilor care au emigrat. Odată cu etnicii germani a plecat și parohul, majoritatea caselor din sat rămânând goale. În sat au rămas doar 930 de persoane. Alți 20 de locuitori au murit pe fronturile celui de-al doilea război mondial. 
La 1 mai 1944, după retragerea frontului spre apus, unitățile militare germane aflate în retragere au dat foc satului și bisericii. Casele, animalele și păsările au ars, dar locuitorii satului au reușit să scape fugind în pădurile din apropiere. După unele opinii, populația satului a fost salvată ca urmare a intervenției ofițerilor armatei române. Un număr de 87 de familii cu 419 persoane au părăsit satul, mutându-se la cunoștințe și rude din Tereblecea.
După mutarea liniei frontului, o parte din locuitorii Poienii s-au întors în sat în ianuarie 1945. Fiind iarna, locuitorii satului și-au săpat bordeie în pământ pentru a se adăposti. În acea iarnă au murit mulți oameni din cauza tifosului, răcelii și altor boli. În anul 1946 a avut loc o secetă mare care a dus la o stare de foamete a locuitorilor. Din cauza acestor lipsuri, o parte dintre săteni au început să emigreze în Polonia. Aceasta a avut loc în patru etape: în noiembrie 1946 au plecat 77 persoane, la 2 martie 1947 - 155 persoane, la 26 iunie 1947 - 127 persoane, iar mai târziu în același an au plecat 63 persoane. De asemenea, aproximativ 68 de familii au emigrat în aprilie 1947 în Cehoslovacia.
Satul a fost aproape depopulat, schimbându-se și componența etnică a localității. După război, oamenii și-au construit case noi și o școală nouă cu etaj și s-a refăcut vechea biserică. În ciuda propagandei comuniste ateiste, credincioșii polonezi au continuat să frecventeze biserica și să-și învețe copiii să vorbească limba poloneză. După căderea regimului comunist (decembrie 1989), unii locuitori ai satului au emigrat în Polonia sau în Germania, dar restul populației a rămas aici.
În sat funcționează o grădiniță și o școală în limba poloneză, construite cu sprijinul autorităților din Polonia, precum și o Casă Polonă (Dom Polski), ridicată pe locul vechiului Cămin Cultural. Aici își desfășoară activitatea ansamblul folcloric Mała Pojana. Noul complex școlar (școală cu clasele I-VIII și grădiniță) a fost construit în urma unei unui proiect de 1,5 milioane de euro finanțat de Senatul Poloniei, fiind inaugurată la 9 octombrie 2009 de către vicepreședintele Senatului Republicii Polonia, Krystyna Bochenek, care se implicase activ în construirea școlii. Aceasta și-a pierdut viața în accidentul aviatic de la Smolensk, alături de președintele Lech Kaczyński. În octombrie 2010, în curtea școlii a fost dezvelit un monument în memoria fostului vicepreședinte al Senatului Republicii Polonia, Krystyna Bochenek. Cu acest prilej, școala a primit numele de Krystyna Bochenek. La acest eveniment au asistat oficialități din Polonia și România printre care Bogdan Borusewicz (președintele Senatului Republicii Polonia), Piotr Smigielski (președintele Voievodatului Silezia), Sorin Arcadie Popescu (prefectul județului Suceava), Gheorghe Flutur (președintele Consiliului Județean Suceava), senatorul Gavril Mârza etc.

## Istoricul bisericii

### Construirea bisericii
Coloniștii polonezi care s-au stabilit în satul Poiana Micului erau de religie romano-catolică. După ce și-au construit locuințe, ei au ridicat și o capelă pentru rugăciune. Comunitatea nou înființată a fost încorporată în Parohia din Gura Humorului. Lunar, se deplasa aici preotul de la Cacica care celebra liturghia. După venirea germanilor s-a construit în mijlocul satului o capelă din lemn mai încăpătoare. În sat s-a stabilit un preot permanent care celebra slujbele religioase în limba latină, iar predica și evanghelia erau tălmăcite în limbile polonă și germană. Primii preoți care au slujit în această comunitate au fost: I. Gorak, I. Muszynski, Andrei Zoles, I. Gmoch, F. Bazal și B. Garbicz.
Încă din anul 1850, germanii boemieni au cerut ridicarea comunității din Poiana Micului la rangul de parohie. Comunitatea romano-catolică din Poiana Micului a fost ridicată la rangul de parohie abia în anul 1880. Preotul Josef Szabo a cerut aprobarea pentru construirea unei biserici de piatră. Ca răspuns la această periție, împăratul Franz Joseph al Austriei a donat 500 de florini pentru construirea bisericii. În perioada 1887-1894 coloniștii germani și polonezi au construit o biserică din piatră, sub coordonarea preotului Andrei Zoles. Aceasta se afla în mijlocul satului, în cimitirul localității. Ea a fost sfințită în anul 1894. În apropierea bisericii s-a construit și o școală, unde se preda în limba germană și polonă. 
Viața și-a urmat cursul normal și liniștit până la izbucnirea celui de-al Doilea Război Mondial. După datele Recensământului general al populației României din 29 decembrie 1930, în satul Poiana-Micului locuiau 1.614 credincioși romano-catolici (reprezentând o pondere de 98,66% din populația localității). În vara anului 1939, toate familiile germane au plecat în Germania, împreună cu parohul romano-catolic. Ca urmare a reducerii numerice importante a comunității romano-catolice, Parohia Poiana Micului a fost dată în administrarea Parohiei Gura Humorului (1939-1976), apoi în cea a Parohiei Solonețu Nou (1976-1989). Printre preoții care au activat la Poiana Micului sunt de menționat următorii: Bernhard Kandl, Kurt Bensch, Jósef Chrucki și Eugen Breabănu.
În timpul celui de-al doilea război mondial, ca urmare a emigrării credincioșilor romano-catolici germani (cu tot cu preoți în unele cazuri) în Germania, multe comunități romano-catolice din Bucovina au fost depopulate. În anul 1941, doar parohiile din Cacica, Solonețu Nou și Suceava mai aveau preoți. În aceste condiții, preoții din Solonețu Nou au trebuit să se îngrijească și de comunitățile catolice reduse numeric din localitățile învecinate. Pr. pensionar Jósef Chrucki, stabilit la Solonețu Nou, s-a îngrijit în perioada 1941-1944 de comunitatea din Poiana Micului.

### Incendierea bisericii și reconstruirea sa
La 1 mai 1944, după retragerea frontului spre apus, unitățile militare germane aflate în retragere au dat foc satului și bisericii. Biserica a ars din temelii, rămânând în picioare doar câțiva pereți. După război, câteva sute de etnici polonezi au emigrat în Polonia ca urmare a condițiilor vitrege de trai. Credincioșii romano-catolici din sat s-au rugat timp de 20 ani într-o casă situată vizavi de Magazinul comunal. În anul 1964 credincioșii romano-catolici de etnie poloneză rămași la Poiana Micului au reușit să reconstruiască vechea biserică. 
În perioada 1947-1976 a locuit în sat preotul Iosif Tălmăcel, care a ajutat mult această comunitate atât pe plan duhovnicesc, cât și pe plan social-economic, el fiind specialist în plante medicinale. Acesta nu vorbea limba poloneză, dar a reușit să o învețe și să țină slujbele religioase în poloneză. La Poiana Micului s-a deplasat apoi preotul Iosif Schurgoth, paroh și apoi decan de Gura Humorului, care ținea predica în limba poloneză. 
Începând din anul 1989, Parohia Poiana Micului a avut din nou preoți stabili și anume: pr. pensionar Cazimir Cotolevici (1989-2003), pr. Marius-Stanislav Bucevski (2003-2005), pr. Alfons-Eugen Zelionka (2005-2006) și pr. Gabriel Bucur (din 2006). În anul 1999 s-a stabilit la Poiana Micului pr. pensionar Andrei Gherguț (1916-2000), fost vicar general al episcopului Petru Pleșca și ordinarius substitutus al Episcopiei Romano-Catolice de Iași (1977-1978); el a murit la Poiana Micului la 29 ianuarie 2000, fiind înmormântat la Oituz. Începând de la 1 ianuarie 2004, Parohia Poiana Micului are în îngrijire spirituală și comunitatea romano-catolică poloneză din Pleșa.
La 14 august 2003, la inițiativa foștilor locuitori germani din Poiana Micului, pe peretele interior stâng al bisericii a fost amplasată o placă memorială, care a fost sfințită de episcopul Petru Gherghel. Această placă conține următorul text în limbile germană și română:
„Zum ehrenden Gedenken an die röm.-kath., deutsch-bohmischen siedler, die um das Jahr 1835 in das Humoratal kamen, im Jahr 1841 Pojana Mikuli gegründet und hier bis zu ihrer Aussiedlung im Jahr 1940 gelebt haben. Dienachkomen
Întru venerabila amintire a coloniștilor rom. catol. germano-boemi, care au venit în vara anului 1835 în Valea Humorului, în anul 1841 au fondat satul Poiana Miculi și care au trăit până la emigrarea din anul 1940.... Urmașii 14.8.2003 H.S.”
În perioada 6-7 ianuarie 2007, episcopul Petru Gherghel de Iași s-a aflat într-o vizită pastorală în Parohia Poiana Micului, a celebrat o liturghie pontificală în biserica parohială și încă una în filiala Pleșa, a vizitat casa parohială și casa pentru surori și oaspeți și s-a întâlnit cu membrii comitetului bisericesc și cu copiii din parohie, exersând rugăciunile și cântările învățate în limba polonă. Credincioșii din comunitatea Poiana Micului au trebuit să parcurgă distanțe între 1 și 5 km până la biserică, drumul durând între 15 și 60 de minute.
Biserica "Preasfânta Inimă a lui Isus" din Poiana Micului a fost renovată în iunie-iulie 2008. Pereții exteriori au fost văruiți în culoarea albă, s-a înlocuit acoperișul din tablă zincată cu unul nou din țiglă. O parte din fonduri au fost alocate de Ministerul Culturii și Cultelor, la intervenția deputatului Ghervazen Longher. Cu acest prilej, pe peretele exterior, în stânga intrării, a fost amplasată o placă de marmură cu următorul text în limbile poloneză și română:
"Kościol ten, P.W. najświetszego serca pana Jezusa w zniesiony przez polaków i niemców w roku 1894, spalony w 1944 roku, odbudowany zostal przez polskich parafian z Pojany Mikuli w roku 1964
Această biserică, cu hramul Preafânta inimă a lui Isus, ridicată de către polonezi și nemți, a fost sfințită în anul 1894. Arsă în anul 1944, a fost reconstruită de către credincioșii polonezi din Poiana Micului, în anul 1964."
În decursul timpului, comunitatea romano-catolică din Poiana Micului a fost vizitată de mai mulți înalți ierarhi din Polonia: arhiepiscopul Józef Kowalczyk, nunțiu apostolic în Polonia (la 30 mai 2009) - care a donat 500 dolari pentru noua biserică, Henryk Józef Muszyński, arhiepiscopul de Gniezno și primat senior al Poloniei (16 august 2010) și cardinalul Stanisław Dziwisz, fostul secretar al papei Ioan Paul al II-lea și actual arhiepiscop și mitropolit al Cracoviei (21 mai 2011) - care a sfințit biserica nouă.
La începutul secolului al XXI-lea, situația enoriașilor parohiei a fost următoarea:
- 2000 - 200 familii cu 600 credincioși. În acel an s-au oficiat trei cununii, nouă botezuri și o înmormântare.[1]
- 2010 - 221 familii cu 730 credincioși

În prezent, Parohia romano-catolică din Poiana Micului are o singură filială (Pleșa - cu Biserica "Sf. Ana" din 1904). În biserica parohială sunt celebrate zilnic liturghii, iar în filiala Pleșa se celebrează slujbe sâmbăta și duminica, precum și de sărbători.

## Biserica „Fericitul Ioan Paul al II-lea”

Biserica „Fericitul Ioan Paul al II-lea” din Poiana Micului

Din cauza întinderii satului Poiana Micului pe o lungime de 9 km lungime, pe marginea pârâului Humor, unii credincioși romano-catolici trebuiau să parcurgă o distanță mare pentru a ajunge la biserică. Biserica „Preasfânta Inimă a lui Isus” se află la 5 km distanță față de intrarea în localitate. Astfel, preotul paroh Gabriel Bucur a obținut aprobarea Episcopiei de Iași pentru construirea unei noi biserici la jumătatea distanței între intrarea în localitate și biserica veche. Parohia a cumpărat un teren la șosea, iar la 18 iunie 2008 episcopul Petru Gherghel a sfințit piatra de temelie a noului lăcaș de cult. Proiectul noii biserici a fost realizat de arhitectul Viorel Dorneanu din Bacău. 
Preotul Bucur a solicitat sprijin financiar pentru construirea bisericii de la comunitățile romano-catolice din Polonia (la Cracovia slujea pr. Stanislav-Ioan Cucharec, originar din Poiana Micului) și România (primind donații de la credincioșii veniți la hramuri în Suceava, Vatra Dornei și Bacău), precum și de la organizația Dom Polski Suceava. Familia Karl și Idda-Marie Kempf din Elveția, cunoscută de preot prin intermediul pr. Anton Farcaș-Gherghina, a donat vitraliile, altarul (cu picioare din bronz masiv de 700 de kg și placă de marmură cioplită de 800 de kg), pupitrul și suportul pentru tabernacol (de asemenea, din marmură roșie cioplită) și o parte din băncile bisericii. De asemenea, foștii locuitori de origine germană din Poiana Micului, în special Hermann Schuster, au donat țigla, pardoseala și restul de bănci. În demersul său, preotul Bucur a fost sprijinit de pr.dr. Iosif Antoci, paroh la Parohia „Maria vom Siege im Arsenal” din Viena, deputatul Ghervazen Longher și pr. Ștefan Babiaș, fost decan de Bucovina (2006-2010), care au mijlocit obținerea de fonduri alocate de Guvernul României sau de Consiliul Județean Suceava. Credincioșii din Poiana Micului au făcut donații și au prestat și muncă voluntară la construirea bisericii.
Prima liturghie din această biserică a fost celebrată la 22 decembrie 2009, chiar dacă lăcașul de cult nu era finalizat. Lucrările stagnau din cauza lipsei de fonduri, dar la 30 decembrie 2009 parohul de la Poiana Micului a primit un email din partea pr. Iosif Antoci, paroh în Biserica Arsenalului din Viena, care s-a oferit să-l ajute în căutarea de fonduri prin depunerea de proiecte la organizații ca "Missio pro Europa" și „Ostfonds der Erzdiözese Wien” din Austria, precum și la Arhidieceza de Köln din Germania. S-a primit un ajutor substanțial prin Organizația "Kirche in Not". Biserica a fost inaugurată în mod oficial la 6 august 2010, în prezența lui Aurel Percă, episcop auxiliar de Iași. 
Ca urmare a faptului că biserica fusese finalizată, s-a adresat o invitație cardinalului Stanislaw Dziwisz, fostul secretar al papei Ioan Paul al II-lea și actual arhiepiscop și mitropolit al Cracoviei, pentru a consacra lăcașul de cult. În urma răspunsului pozitiv al cardinalului polonez, s-a fixat sfințirea bisericii la finalul lui octombrie 2010. Din cauza unor probleme, Stanisław Dziwisz nu a mai putut să vină atunci și s-a stabilit ca sfințirea să se facă în a doua jumătate a lunii mai. Beatificarea fostului papă Ioan Paul al II-lea a avut loc la 1 mai 2011 în Bazilica „Sfântul Petru” din Roma, stabilindu-se ziua de 22 octombrie (când și-a început pontificatul) ca zi de celebrare a Fericitului Ioan Paul al II-lea. Astfel, Parohia Poiana Micului a făcut urgent demersurile pentru a schimba hramul biserici din „Divina Îndurare” în cel de „Fericitul Ioan Paul al II-lea”.
Noua biserică din Poiana Micului, cu hramul „Fericitul Ioan Paul al II-lea”, a fost sfințită la 21 mai 2011, de către cardinalul Stanisław Dziwisz, fostul secretar al Papei Ioan Paul al II-lea și actual arhiepiscop și mitropolit al Cracoviei, asistat de episcopii Petru Gherghel și Aurel Percă. Cardinalul polonez a vizitat România în perioada 18-22 mai 2011, oprindu-se în București (unde a primit la 19 mai titlul de Doctor Honoris Causa al Universității București, a participat la simpozionul "Fericitul Ioan Paul al II-lea", organizat la Academia Română, a celebrat o liturghie în Catedrala "Sfântul Iosif" și s-a întâlnit cu Patriarhul Daniel al României), Popești-Leordeni (unde a sfințit statuia Fericitului Ioan Paul al II-lea), Iași (unde s-a întâlnit cu studenții și preoții de la Institutul Teologic Romano-Catolic și a celebrat o liturghie în limba latină, alături de episcopii Petru Gherghel și Aurel Percă), Cacica (unde a vizitat sanctuarul catolic de la Cacica), Solonețu Nou (unde s-a întâlnit cu comunitatea poloneză din localitate) și Poiana Micului.
Cardinalul Dziwisz a dăruit bisericii nou-inaugurate o relicvă cu o picătură din sângele papei Ioan Paul al II-lea. Aceasta se află într-o cutiuță de argint rotundă, bine închisă, legată cu un șnur de mătase de culoare roșie, întărită cu sigiliul Postulaturii. Biserica din Poiana Micului este prima biserică din România care îl are ca patron spiritual pe Fericitul Ioan Paul al II-lea.
Biserica „Fericitul Ioan Paul al II-lea” are următoarele dimensiuni: 24 m lungime, 10 m lățime, 5 m până la grindă, 10 m până la acoperiș și 18 m până la turn. În această biserică pot încăpea 180 de persoane.

## Preoți
La această biserică au slujit următorii preoți-parohi: 
- pr. Iosif Tălmăcel, OFMConv. (n. 27 noiembrie 1887, Hălăucești, județul Iași - d. 12 februarie 1979, Mărgineni, județul Bacău) - A urmat studii seminariale la Hălăucești, Padova și Roma. A fost sfințit preot la Roma, la 26 mai 1910. A activat ca vicar la Săbăoani (1910-1914), apoi paroh la Răducăneni (1914-1916), Valea Mare (1916-1920), Faraoani (1920-1923), Parohia "Sf. Nicolae" din Bacău (1923-1947) și Poiana Micului (1947-1976). Este autorul a zeci de broșuri și cărți religioase, publicând cărți de rugăciuni pentru copii, lucrări moralizatoare, poezii etc. A decedat în 1979, la Mărgineni.
- pr. Cazimir Cotolevici (Kazimierz Kotylewicz) (n. 11 februarie 1926, Stârcea, județul Bălți, azi în Republica Moldova) - A absolvit Școala generală de 7 clase la Glodeni (1939), liceul la Iași (1948) și Institutul Teologic din Alba-Iulia (1954). A fost sfințit preot la 8 decembrie 1954, la Oradea, de către episcopul Ștefan Fiedler. A activat ca vicar la Gherăești (1 iulie 1955 - 1 februarie 1956), Siret (1 februarie - 1 octombrie 1956), Oituz (1 octombrie 1956 - 15 octombrie 1958) și Cacica (15 octombrie 1958 - 1 ianuarie 1960), administrator parohial la Oituz (1 ianuarie 1960 - 3 martie 1962), paroh la Ploscuțeni (3 martie 1962 - 3 martie 1964), vicar la Huși (3 martie - 3 octombrie 1964), paroh la Nicolae Bălcescu (3 octombrie 1964 - 1 noiembrie 1966), Găiceana (1 iulie 1966 - 1 decembrie 1967), Cacica (1 decembrie 1967 - 1 martie 1968) și Solonețu Nou (1 martie 1968 - 6 august 1989), apoi preot pensionar colaborator la Poiana Micului (6 august 1989 - 31 august 2003) și preot emerit la Otuz (1 septembrie 2003-). A ieșit la pensie la 23 mai 1986.
- pr. Marius-Stanislav Bucevski (n. 24 iunie 1976, Rădăuți, județul Suceava) - A absolvit Școala Generală de 8 clase la Rădăuți (1990), Liceul Seminarial din Bacău (1995) și Institutul Teologic la Kul-Lublin, Polonia. A urmat apoi studii postuniversitare la Kul-Lublin, unde a obținut masteratul în teologie. A fost sfințit preot la 29 iunie 2001, la Roman, de către episcopul Petru Gherghel. A activat ca vicar la Suceava (1 august 2001 - 1 august 2003), apoi paroh la Poiana Micului (1 septembrie 2003 - 1 iulie 2005) și Solonețu Nou (1 august 2005 -).
- pr. Alfons-Eugen Zelionka (n. 23 mai 1978, Solonețu Nou, județul Suceava) - A absolvit Școala Generală de 8 clase la Solonețu Nou (1992), Liceul Seminarial din Bacău (1996) și Universitatea Catolică din Lublin, Polonia (2003). A fost sfințit preot la 24 iunie 2003, la Iași, de către episcopul Petru Gherghel. A activat ca vicar la Suceava (1 august 2003 - 31 iulie 2005), paroh la Poiana Micului (1 august 2005 - 31 iulie 2006), rezident la Zielona-Gola, Polonia (1 mai - 30 decembrie 2006), vicar la Parohia "Sf. Nicolae" din Bacău (1 ianuarie 2007 - 31 august 2009), la studii în Polonia (1 septembrie 2009 -).
- pr. Gabriel Bucur (n. 13 octombrie 1974, Roman, județul Neamț) - A absolvit Școala Generală de 8 clase la Roman (1989), Seminarul Liceal din Iași (1994) și Institutul Teologic Romano-Catolic "Sf. Iosif" din Iași (2001). A fost sfințit preot la 29 iunie 2001, la Roman, de către episcopul Petru Gherghel. A activat ca vicar la Valea Mare (1 august 2001 - 31 iulie 2004) și la Parohia "Sf. Tereza a Pruncului Isus" din Iași (1 august 2004 - 31 iulie 2006), apoi paroh la Poiana Micului (1 august 2006 -).

Din comunitatea romano-catolică din Poiana Micului provin următorii preoți:
- pr. Stanislav-Ioan Cucharec (n. 9 mai 1973, Mănăstirea Humorului, județul Suceava) -A absolvit Școala Generală de 8 clase la Poiana Micului (1987), Liceul Seminarial din Iași (1991) și Universitatea Catolică din Lublin, Polonia (1997). A fost sfințit preot la 24 iunie 1997, la Adjudeni, de către episcopul Petru Gherghel. A activat ca vicar cooperator la Parohia "Providența Divină" din Chișinău, Republica Moldova (4 august 1997 - 1 august 1999), administrator parohial la Crețoaia (1998-1999), paroh la Crețoaia (1999-2000), Stârcea (2000 - 1 august 2002) și Parohia "Providența Divină" din Chișinău (1 august 2002 - 25 ianuarie 2005), responsabil cu polonezii din Republica Moldova (25 ianuarie 2005 - 26 noiembrie 2008), student la Academia Pontificală din Cracovia (26 noiembrie 2008 -).
- pr. Matei Catargiu, SChr. (n. Poiana Micului, județul Suceava) - A absolvit Școala Generală de 8 clase la Poiana Micului, după care a plecat în Polonia unde a intrat în Ordinul lui Cristos, un ordin înființat în anul 1932, în scopul slujirii polonezilor risipiți în lumea întreagă. A făcut studii la Poznań, Polonia. A fost sfințit preot la 20 mai 2003, de către arhiepiscopul Stanisław Gądecki, mitropolit de Poznań. A activat ca vicar la Stargard Szczeciński (2003-2006), la Lille, Franța (2006-2007) și la Goleniów (Polonia), în dieceza Szczecin-Kamień (2007-2010), apoi responsabil cu pastorația comunității poloneze din Arhidieceza de București (1 august 2010 - ). În această ultimă calitate, el celebrează liturghii în limba poloneză în Biserica Italiană, la Biserica Bărăției, precum și la Constanța. El locuiește la Parohia Bărăția, unde este preot colaborator.

În cimitirul parohial se află mormântul preotului Bernhard Kandl. 

## Imagini

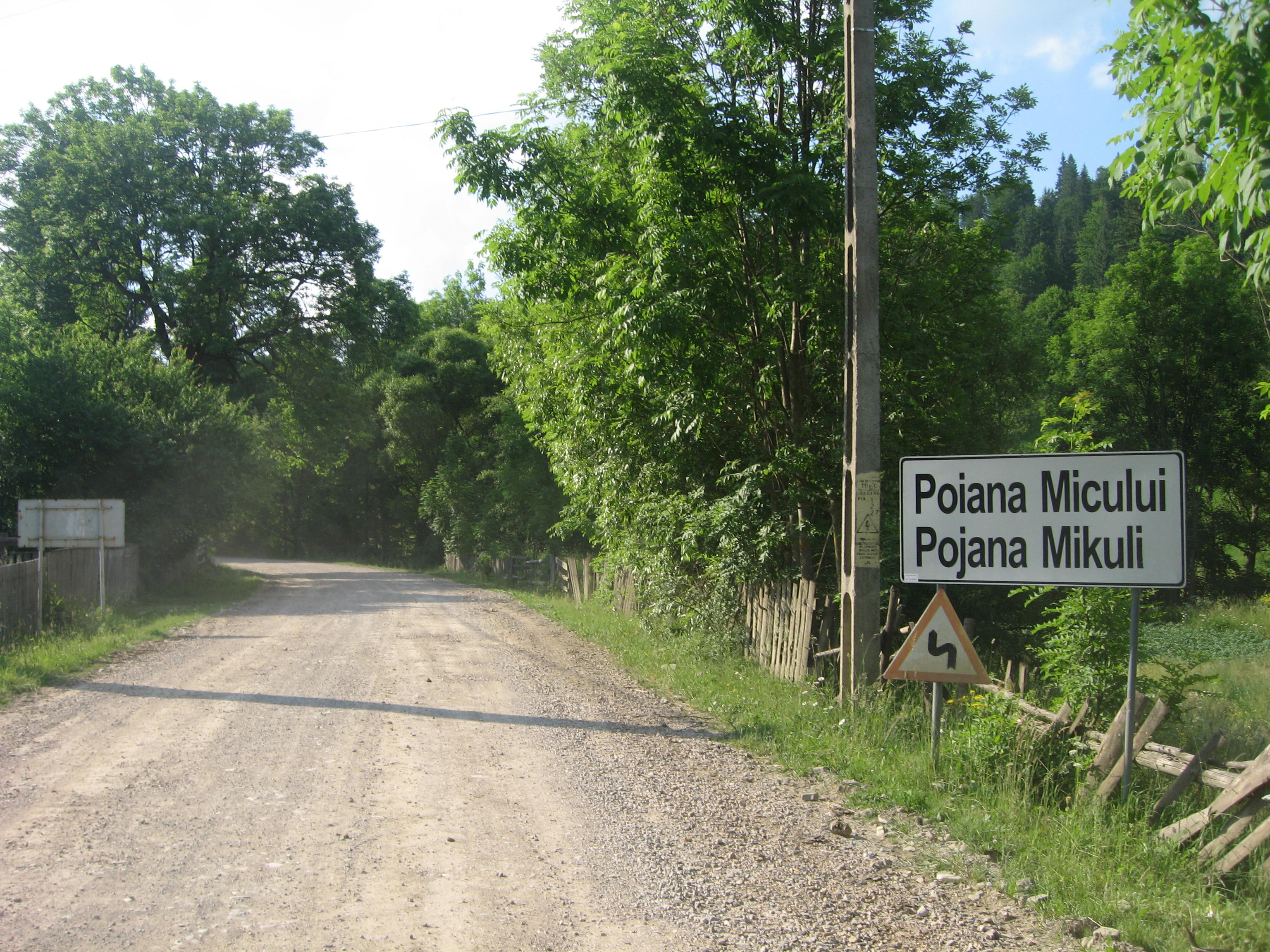
Intrarea în localitate
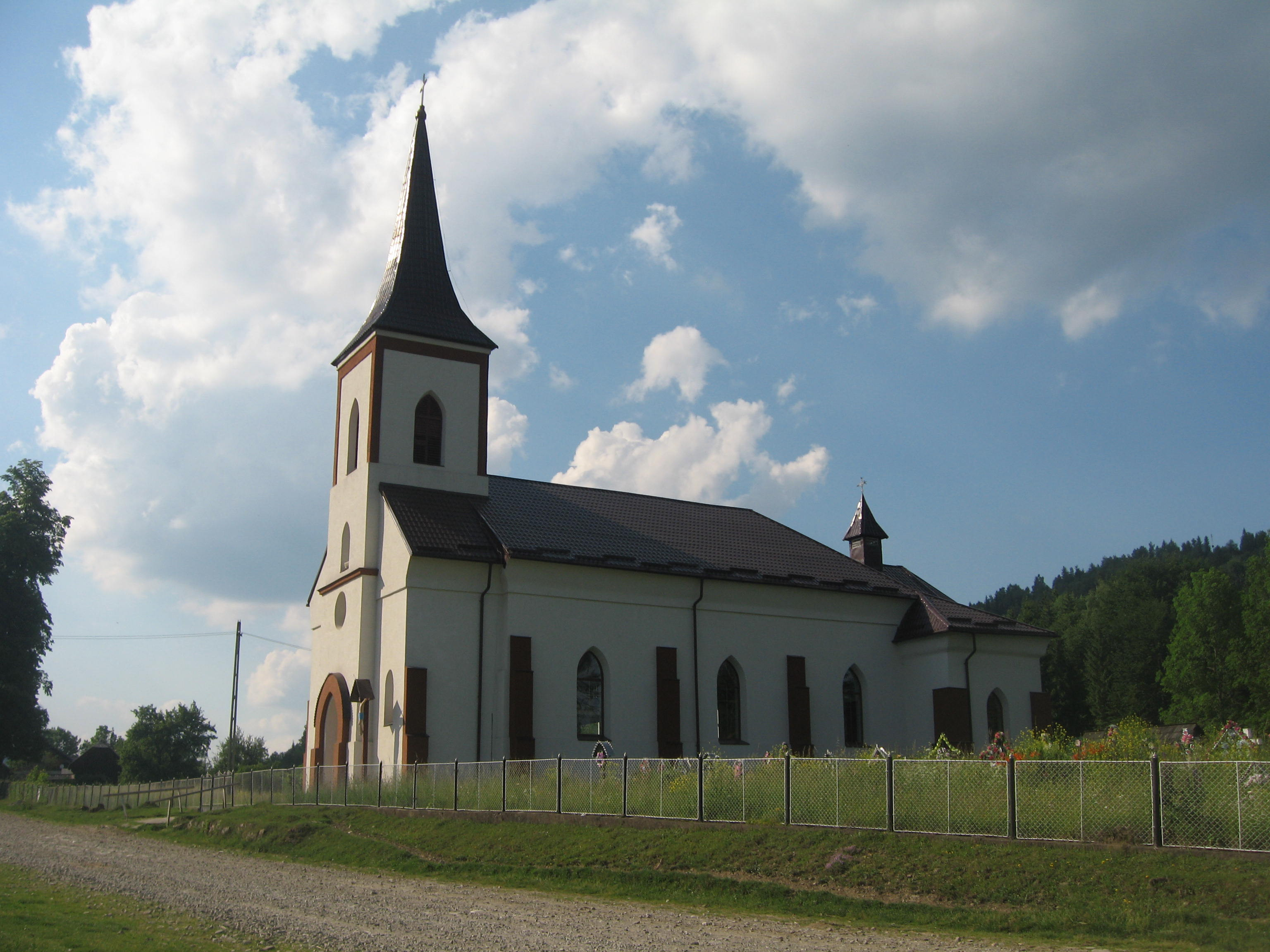
Biserica "Preasfânta Inimă a lui Isus" din Poiana Micului
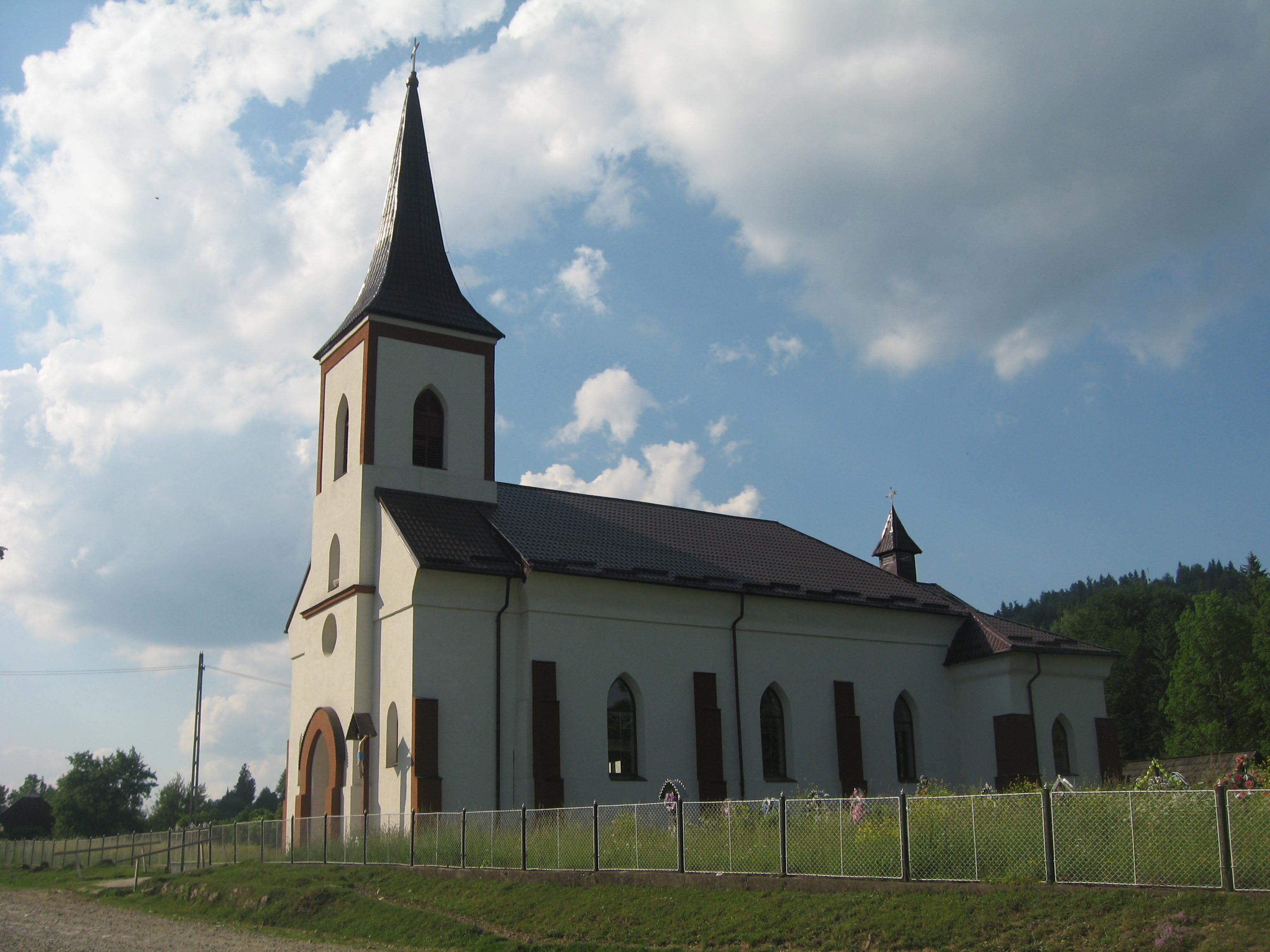
Biserica "Preasfânta Inimă a lui Isus" din Poiana Micului
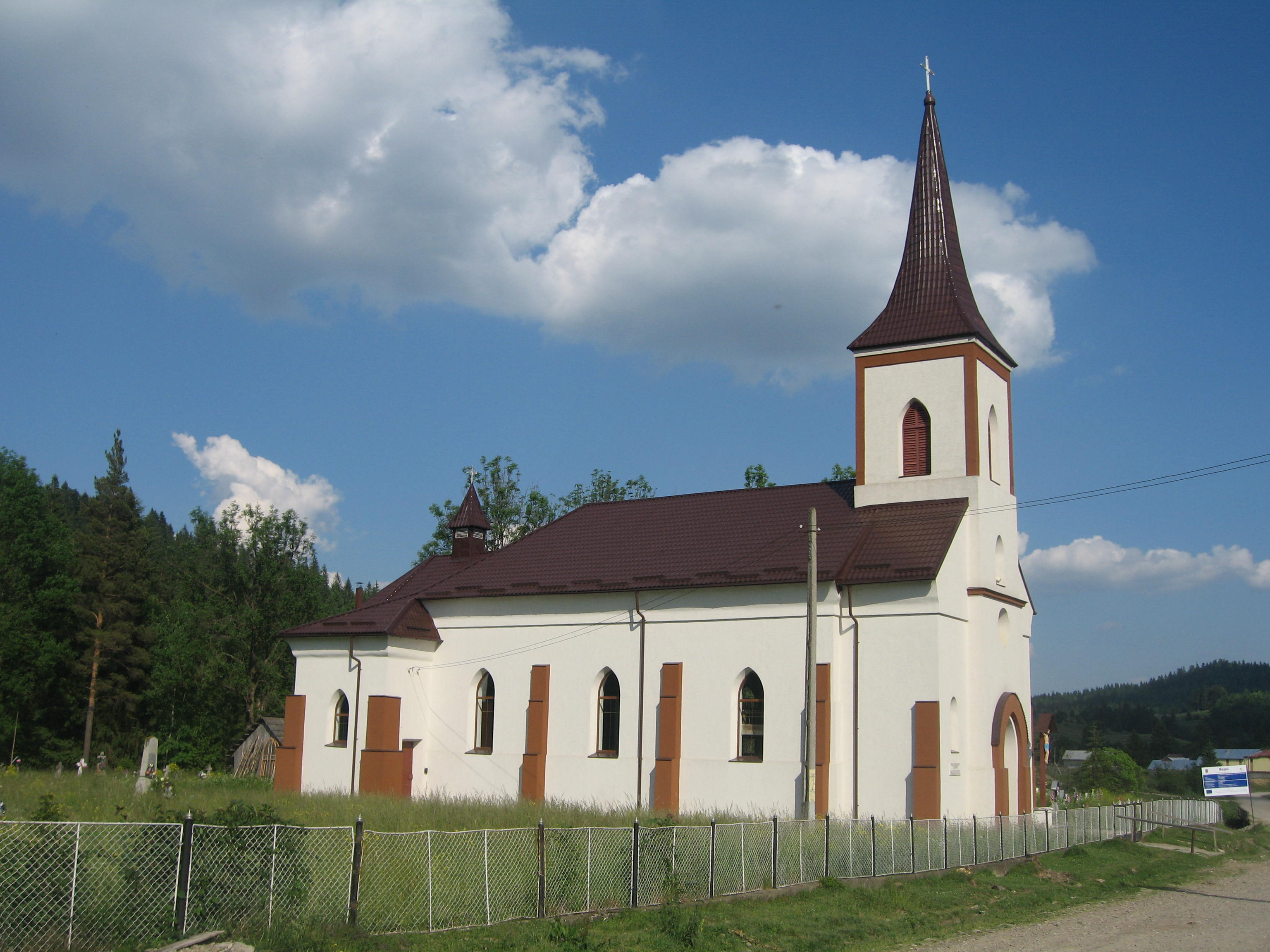
Biserica "Preasfânta Inimă a lui Isus" din Poiana Micului
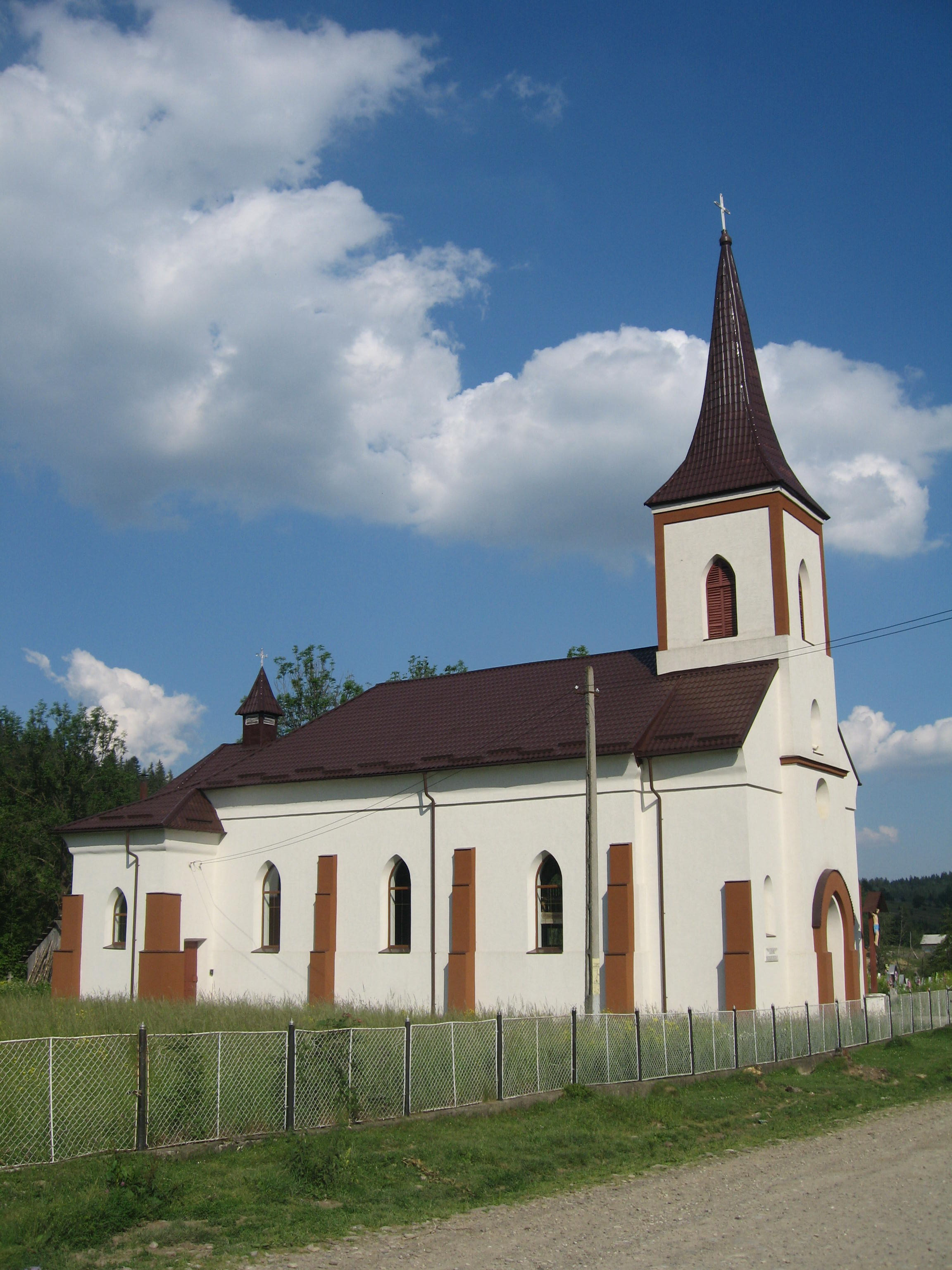
Biserica "Preasfânta Inimă a lui Isus" din Poiana Micului
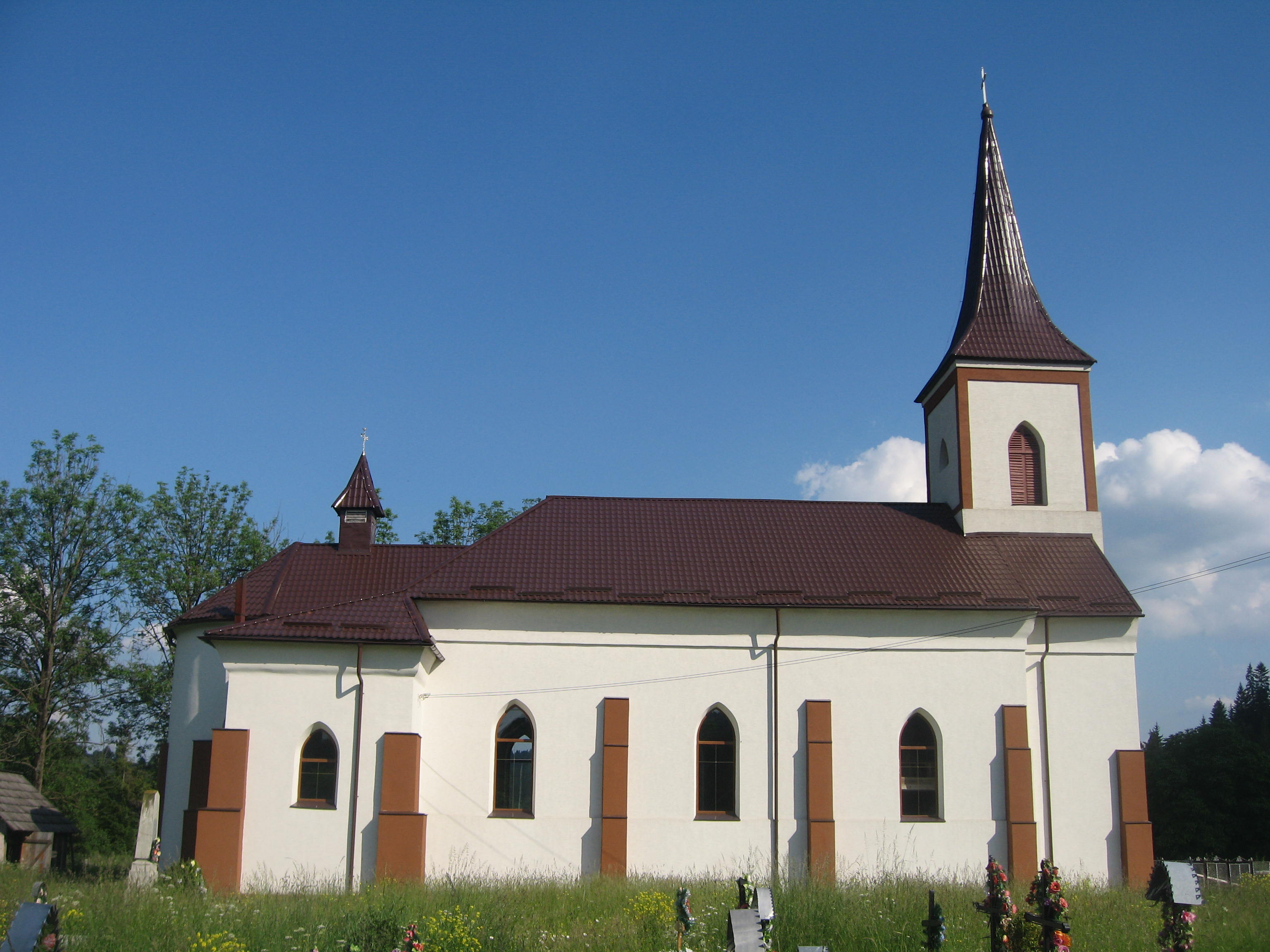
Biserica "Preasfânta Inimă a lui Isus" din Poiana Micului
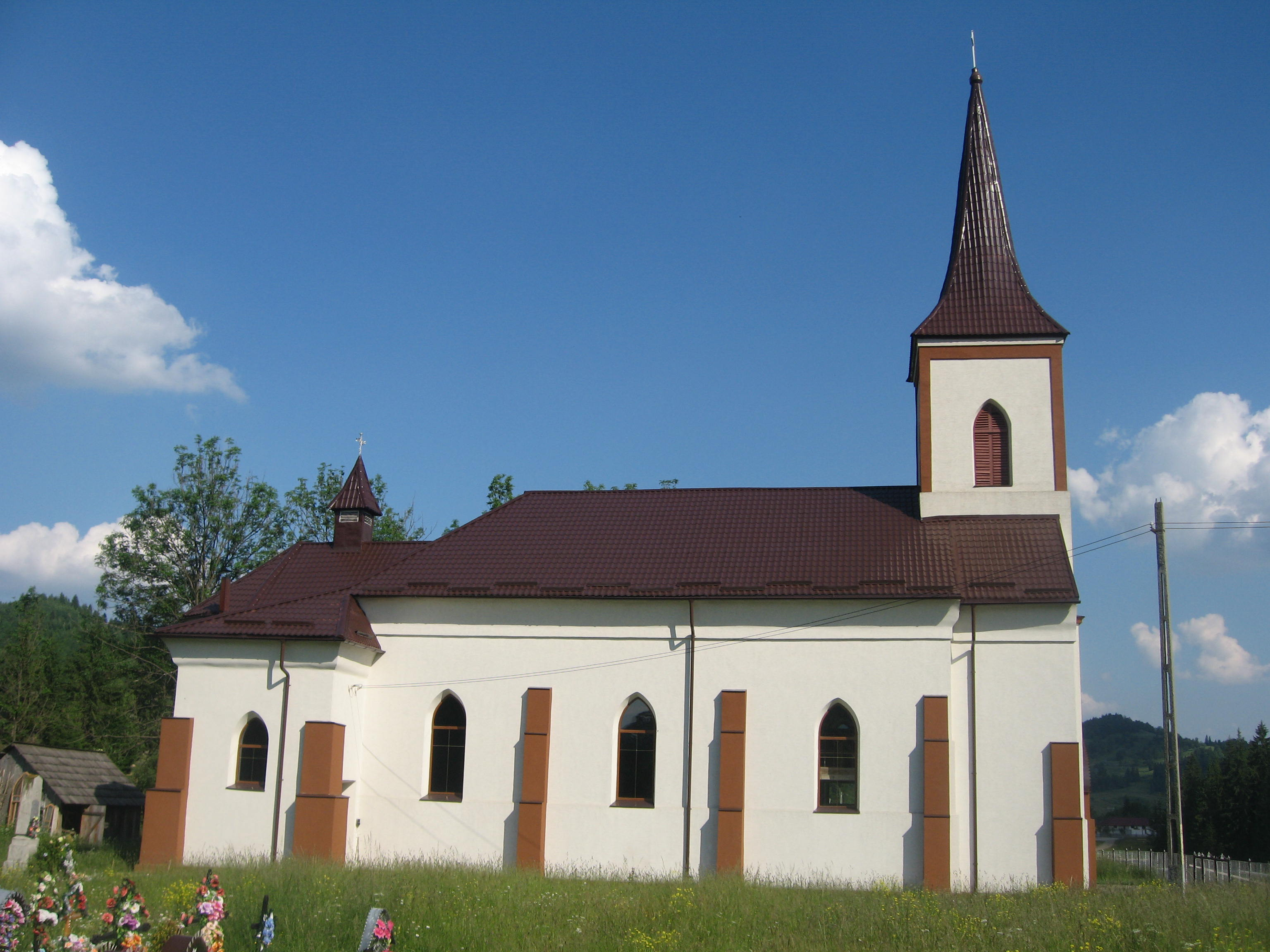
Biserica "Preasfânta Inimă a lui Isus" din Poiana Micului
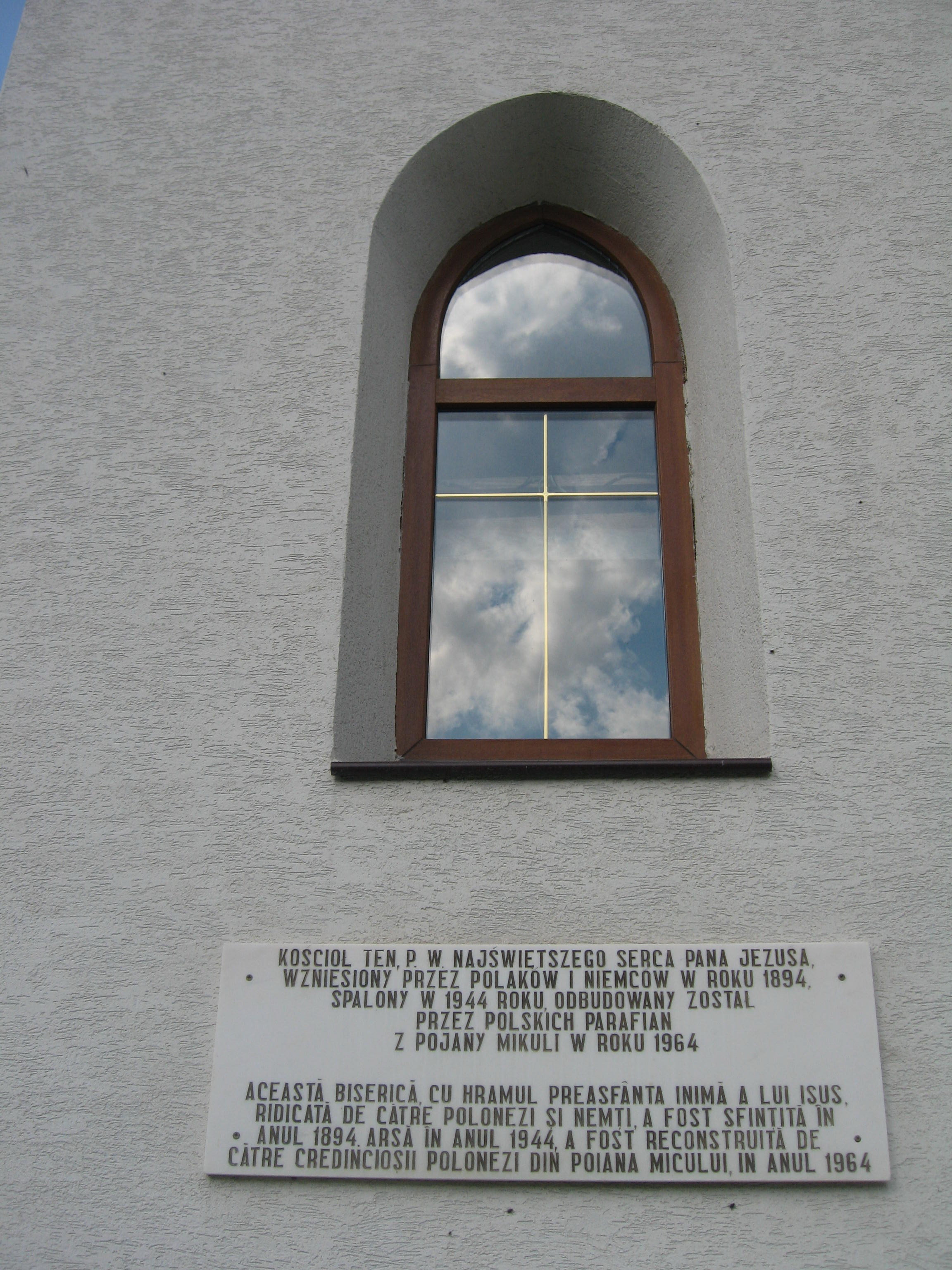
Fereastră şi placa memorială
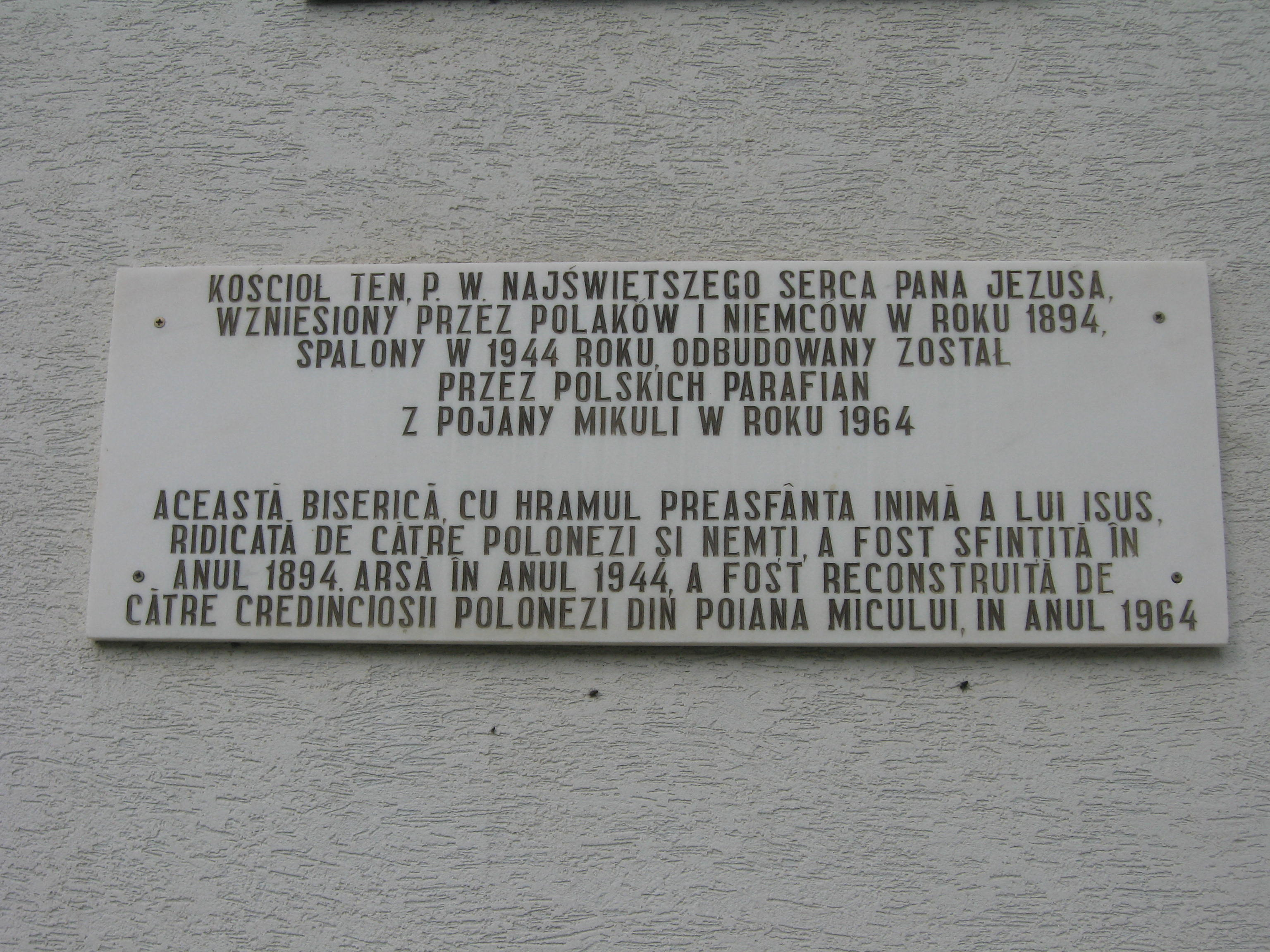
Placă memorială de pe peretele bisericii
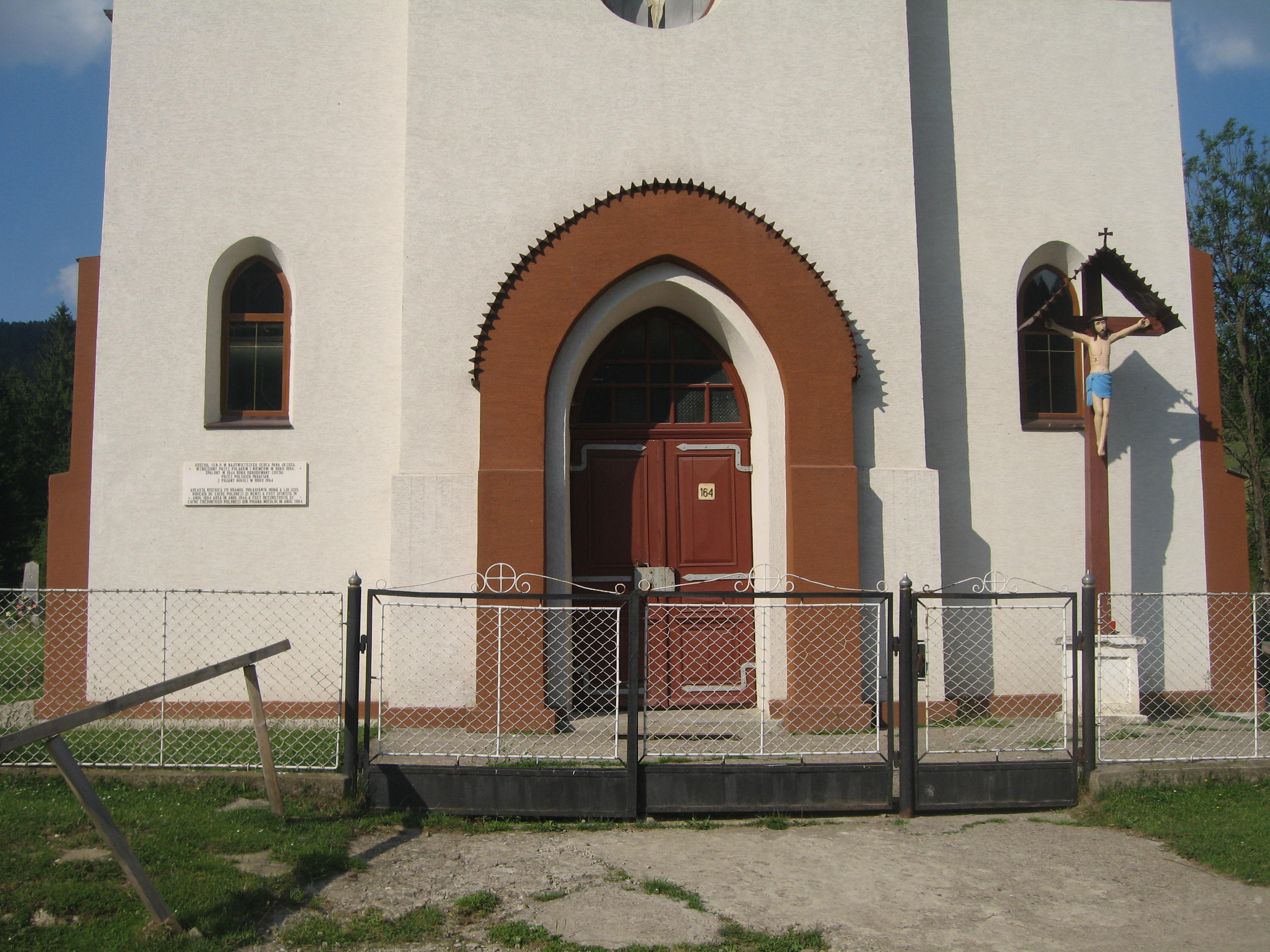
Portalul de intrare
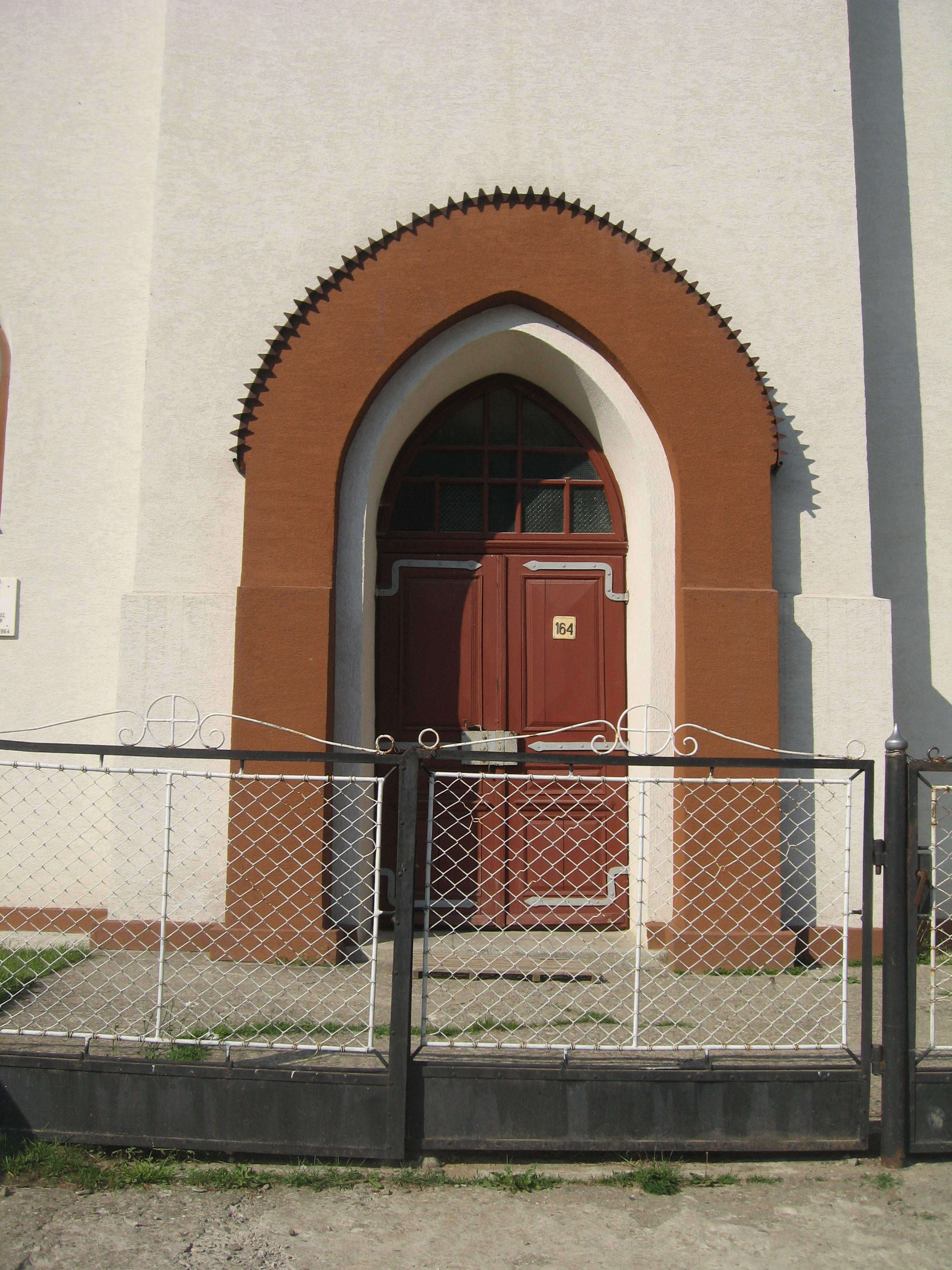
Portalul de intrare
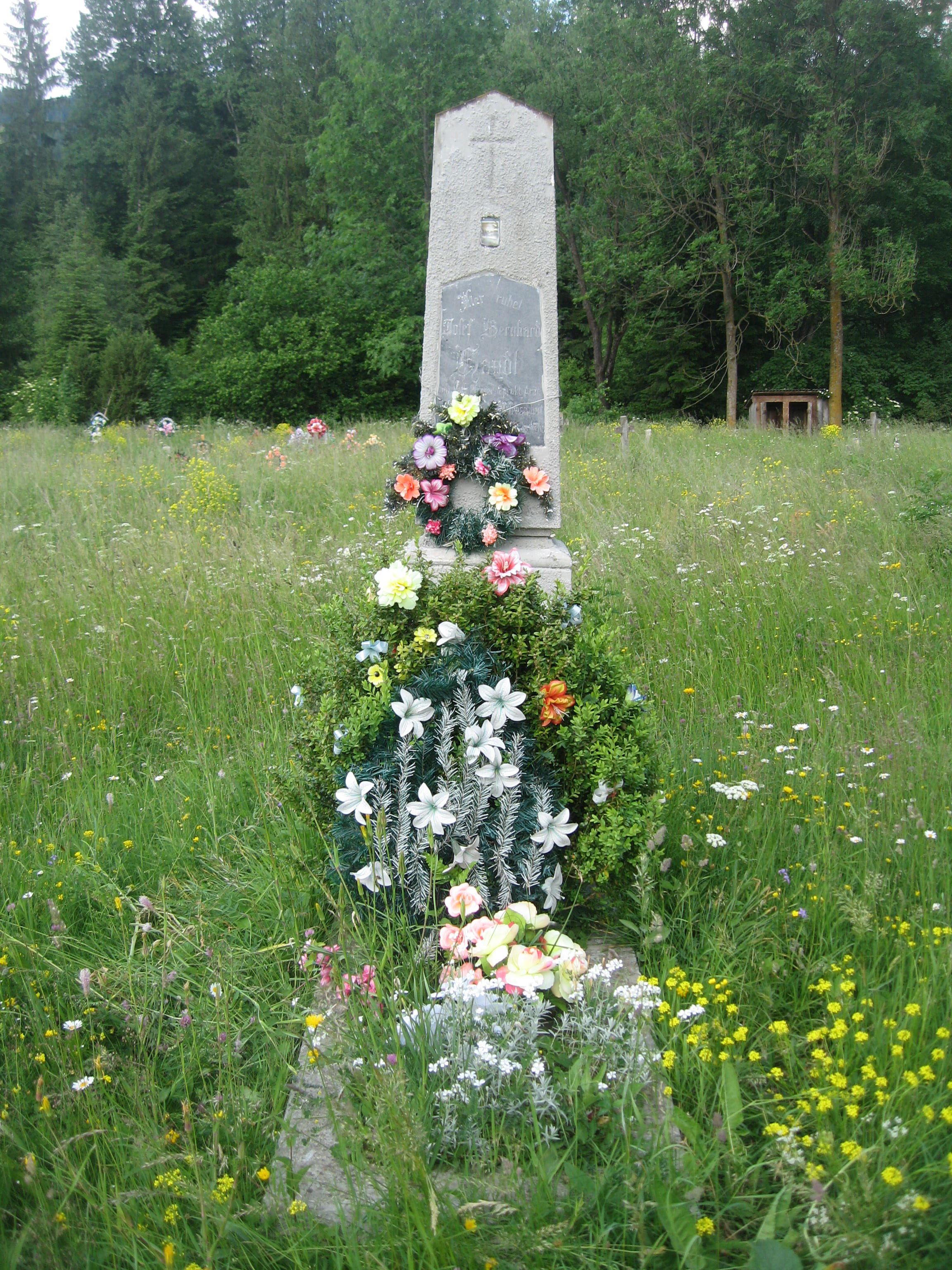
Mormântul preotului Bernhard Kandl